# Brianza

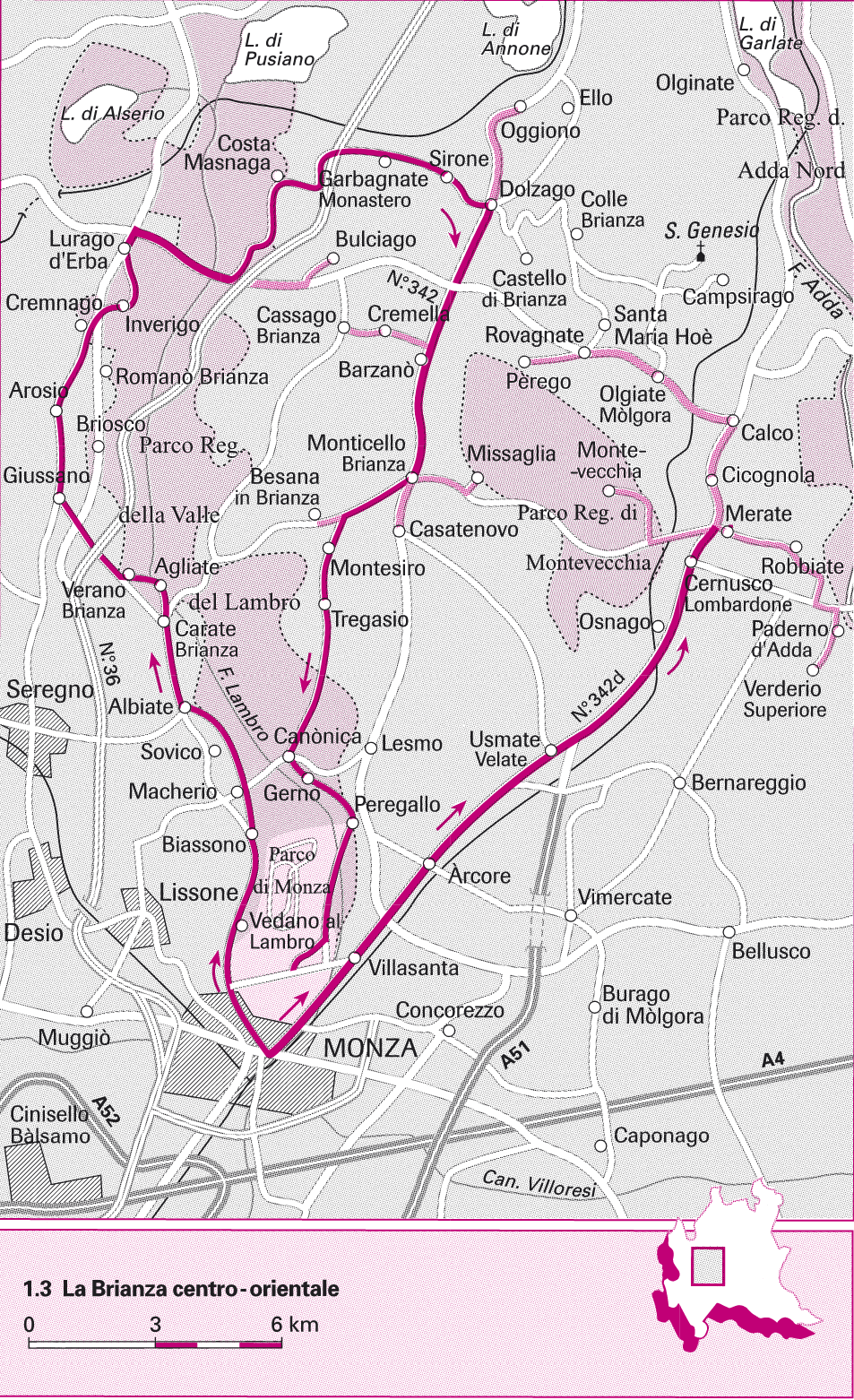
Carte du centre-est de la Brianza

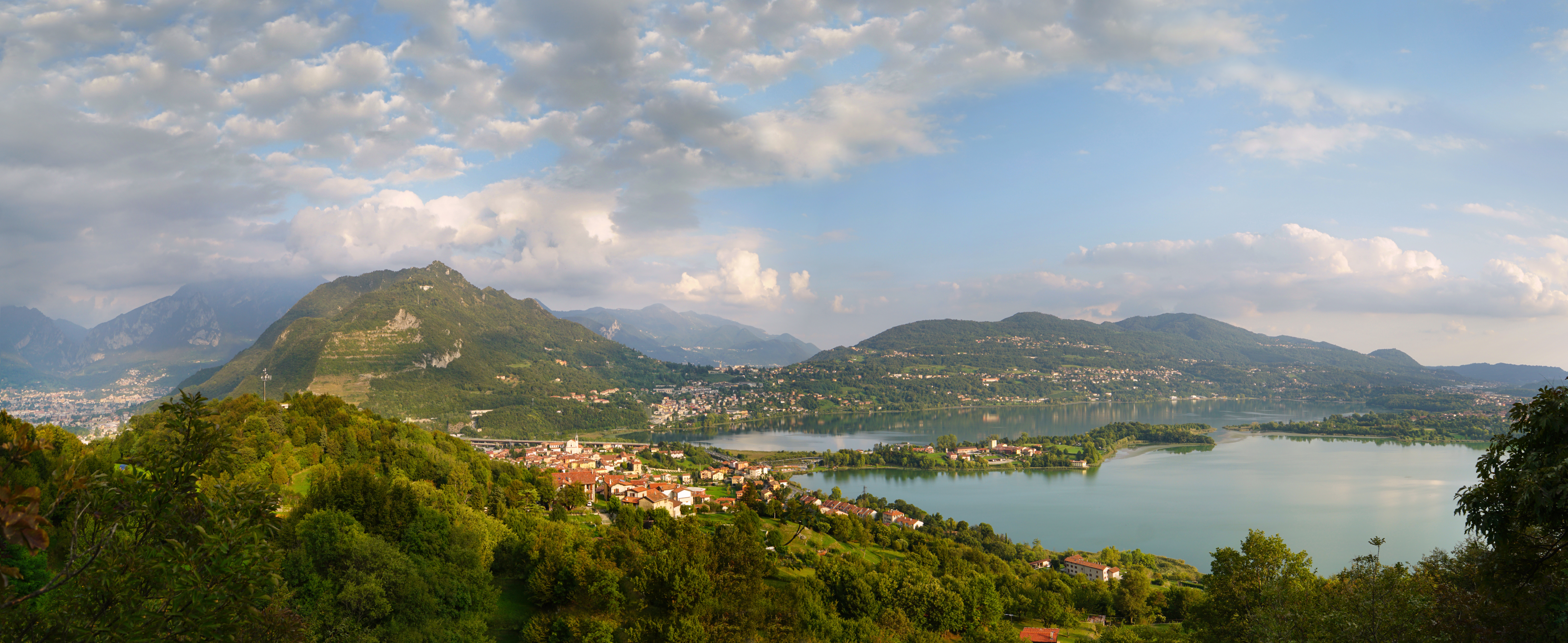
Lac d'Annone et montagne Barro de la Brianza

La Brianza est un territoire historique de la Lombardie qui est une région de l'Italie. La Brianza est densément peuplée (1 685,8 habitants/km2). Le nom de « Brianza » dérive probablement de « brig » (c'est-à-dire « colline » en celtique).

## Géographie
La majorité du territoire historique de la Lombardie appelée Brianza, de nos jours, fait partie de la   province de Monza et de la Brianza mais l’autre partie de son territoire historique est inclus dans d'autres provinces. La province de Monza et de la Brianza (en lombard : Pruìncia de Mùnscia e de la Brianza, en italien : Provincia di Monza e della Brianza), bordée par les provinces de Bergame, Côme, Lecco, Milan et Varèse, est une nouvelle province italienne, qui résulte de la scission de la province de Milan.
Zones de la  partie de la province de Monza et de la Brianza: la zone appelée basse Brianza déjà milanaise (basse Brianza Est : avec les villes de Agrate Brianza, Aicurzio, Arcore, Bellusco, Bernareggio, Burago di Molgora, Busnago, Camparada, Caponago, Carnate, Cavenago di Brianza, Concorezzo, Cornate d'Adda, Mezzago, Ornago, Roncello, Ronco Briantino, Sulbiate, Usmate Velate, Vimercate; basse Brianza Nord : avec les villes de Albiate, Besana in Brianza, Briosco, Carate Brianza, Correzzana, Giussano, Renate, Triuggio, Veduggio con Colzano, Verano Brianza ; basse Brianza Sud : avec les villes de Biassono, Desio, Lesmo, Lissone, Macherio, Muggiò, Nova Milanese, Seregno, Sovico, Vedano al Lambro ; basse Brianza Ouest : avec les villes de Barlassina, Bovisio-Masciago, Ceriano Laghetto, Cesano Maderno, Cogliate, Lazzate, Lentate sul Seveso, Limbiate, Meda, Misinto, Seveso, Varedo).
Une partie de la basse  Brianza  est  encore comprise en Province de Milan.
La basse Brianza est aussi comprise entre la partie plus méridionale de la province de Côme, (avec, entre autres, la ville de Cantù) ; le reste du territoire historique de la Brianza, appelé haute Brianza, est compris entre les autres parties méridionales des provinces de Côme (avec, entre autres, les villes de Erba et Canzo) et de Lecco (avec, entre autres, les villes de Oggiono, Merate, Casatenovo).
La Brianza est actuellement  divisée entre les administrations bureaucratiques territoriales de la province de Monza et de la Brianza,  de la  province de Lecco,  de la province de  Côme,  et, en petite partie,  de la province de Milan.  Malgré l'absence d’une institution territoriale  unique,  le sentiment d'appartenance à la Brianza est très forte parmi ses habitants :  la Brianza trouve son identité de son peuple qui la reconnaît.  La Brianza  est un territoire homogène sur le plan socio-économique  et correspond à la  « géographie » d’une  population qui a les mêmes racines culturelles. Les différentes zones de la Brianza ont,  en effet, plus que de nombreux traits (démographiques,  culturelles,  sociales,  économiques  et linguistiques), qui sont communs entre eux et qui  distinguent  la Brianza du reste de la Lombardie.

## Délimitations géographiques  générales de la Brianza
- Au nord : les  collines  et les  vallées  des Préalpes lombardes qui du lac de Garlate   arrivent à Galbiate-Civate,  se dirigent, jusqu'où naît le   Lambro  dans les monts de San Primo  et puis descendent à Tavernerio (dessus du  lac de Montorfano),  et  poursuivent le long de la ligne Lipomo-Capiago Intimiano-Senna Comasco-Casnate con  Bernate,  pour ensuite remonter,  jusqu'où le Seveso  prend sa source ;
- Au sud : en commençant de Limbiate, les communes qui longent le Canale Villoresi jusqu'à sa confluence dans le fleuve Adda ;
- À l'est : les lacs de Garlate et de Olginate et l'Adda jusqu'où il reçoit les eaux du Canale Villoresi ;
- À l'ouest : le  Seveso  jusqu'à Paderno Dugnano où il croise le Canale Villoresi  et, toujours à ouest,  l'au-delà de Seveso composé des communes de  Cermenate, Lazzate, Misinto, Cogliate, Ceriano Laghetto, Solaro et  Limbiate.

## Historique
Après la préhistoire, la Brianza a été habitée par les Insubres, peuple celte cisalpin. Il est possible que le mot Brianza dérive son nom de Briantéo un général de Bellovesos (au VIe siècle av. J.-C. Bellovesos passe les Alpes et s’installe dans le territoire des Insubres), mais il est considéré comme « légendaire ». On a aussi considéré comme probablement légendaire la dérivation du nom de la Brianza (à l'époque où elle était en Insubrie) par des sous-tribus (des peuples celtes), appelées Brigantes ou Brigantii des Alpes et Préalpes, lors de leurs migrations. 
Après l'époque des Gaulois Insubres, la Brianza dans les premières années du IIe siècle av. J.-C. est complètement assujettie à la domination de Rome. Saint Ambroise (334/339 – 397), évêque de Milan fut aussi évêque de Brianza. En Brianza, dans Cassiciacum Rus, saint Augustin d'Hippone (tel que documenté par lui-même dans ses Confessions), a vécu au cours de la période de sa vie après sa conversion et avant son baptême reçu des mains de l'évêque Ambroise. Au Moyen Âge Brianza a connu les mouvements, actuellement disparus des Cathares (centre principal : commune de Concorezzo), des Umiliati (humiliés) et de la pataria. Les Franciscains s'y installèrent et y sont encore présents. Jusqu'à aujourd'hui en Brianza le rite ambrosien est le plus suivi.
À la fin de l’empire romain la population, complètement romanisée, fut subjuguée par nombreuses tribus barbares jusqu'à la domination des Lombards, lorsqu'ils envahirent l'Italie dans la seconde moitié du VIe siècle. L'organisation de la royauté lombarde, en Italie et en Brianza, allait durer jusqu'à la conquête franque. 
Au Moyen Âge, il faut se souvenir d'Alberto da Giussano de la Ligue lombarde, une figure légendaire à qui la tradition attribue l'exploit d'avoir organisé et commandé la « Compagnie de la Mort » qui avait victorieusement défendu le Carroccio, avec la croix d'Aribert d'Intimiano, contre l'armée impériale germanique de Frédéric Barberousse).
À l'époque moderne, la Brianza du XVe siècle  (omnia communia Montis Briantie contrate Martescane) suit l'histoire du duché de Milan avant de faire partie de la République cisalpine sous Napoléon Bonaparte. Après la désagrégation de l'empire napoléonien le royaume de Lombardie-Vénétie, un État dépendant de l'Empire autrichien voulu par le chancelier Klemens Wenzel von Metternich au début de la Restauration, est établi par le congrès de Vienne. En 1859, le roi de Sardaigne de la maison de Savoie, qui deviendra par la suite roi d'Italie, s'empare de la Lombardie avec la Brianza. En 1895 avec Filippo Turati naît le Parti socialiste italien. Les élections législatives de la Chambre des députés en avril 1924 se déroulent dans un climat de violence et de fraudes. Le Listone, liste de députés établie par Mussolini constituant un « Bloc National » comprenant le Parti national fasciste, remporte la victoire. Cette victoire fasciste ne s'est pas produite en Brianza. En Brianza, en mai 1924, le Parti populaire italien et les Socialistes dénoncent aussi les méthodes employées par les fascistes. Le 30 mai à la Chambre des députés Giacomo Matteotti, par ailleurs député socialiste de Fratta Polesine, province de Rovigo en Vénétie, dénonce les élections législatives et réclame leur annulation : il est assassiné le 10 juin, assassinat qui sera revendiqué par Mussolini dans un discours devant le Parlement le 3 janvier 1925. Vers 1926, la dictature du parti fasciste va imbiber toute la société. À la suite de l'assassinat du député Giacomo Matteotti, Filippo Turati participe à l'acte de protestation qui réunit divers membres parlementaires et en 1926 à cause des persécutions du régime fasciste, il est obligé de fuir en France, avec l'aide de Sandro Pertini, où il mène une intense activité antifasciste ; en 1930 il collabore avec Pietro Nenni. Beaucoup d'autres citoyens s'exilent pour échapper à la prison ou à la déportation sur des îles. Après le 8 septembre 1943 s'engage une guerre civile : les partisans contre les fasciste de Mussolini soutenus par les Allemands et la Brianza devient un champ de bataille. Le 25 avril 1945, la Brianza est libéré par les partisans. En juin 1946, en Italie, donc en Brianza aussi, un référendum met fin à la royauté et la République italienne est proclamée.
Si ce qui est écrit ci-dessus couvre les principaux événements historiques de la Brianza, il convient de noter, toutefois, qu'il n'y a jamais eu de reconnaissance bureaucratique et politique de la Brianza dans son intégralité et que l'actuelle province de Monza et de la Brianza ne comporte qu'un partie du territoire historique de la même Brianza. Dans tous les cas, peut-être le plus ancien document qui mentionne le nom Brianza, (Brig→Brigantia→Briantia→Briansa→Brianza), remonte à 1107 : ... in « loco » et fundo seu monte qui dicitur Brianza.... Le « site » est maintenant dans la province de Lecco. Au début du XVe siècle, le nom de la Brianza, en tout cas a déjà été renvoyé à un « espace régional ». Les limites de la Brianza ont été élargies par les historiens dans les XVIIe et XVIIIe siècles. L'identification géographique de la Brianza était encore en discussion entre les XIXe et XXe siècles. Après les progrès économiques de la seconde moitié du XXe siècle, un territoire homogène sur le plan du développement socio-économique et encore plus vaste, a été reconnu comme coïncidant avec le territoire avec des mêmes racines culturelles et les caractéristiques de la population de Brianza.

## Économie
Protagoniste de la seconde révolution industrielle en Italie, la Brianza est aujourd'hui une des régions les plus productives du Vieux Continent. Elle fait notamment partie de la banane bleue, de la banane d'or (en), du « Pentagone industriel » Londres-Paris-Hambourg-Munich-Milan et se trouve juste au-dessus du fameux triangle industriel constitué par les villes de Turin, Gênes et Milan. 

## Personnalités nées en Brianza
Stefano Arcellazzi, Egidio Brugola, Cesare Cantù, Eugenio Corti, Piero Corti, Luigi Giussani, Giuseppe Parini, Ambrogio Damiano Achille Ratti (Pie XI), Jean-Baptiste Scalabrini, Filippo Turati.

## Communes
Carte de  Brianza :
les villes et les villages (communes) qui composent la zone géographique, historique et culturel de la Brianza sont énumérés ci-dessous. Dans tous les cas, Brianza dans sa plus large extension peut être délimitée par les communes suivantes : Paderno d'Adda, Robbiate,  Imbersago, (il y a, à Imbersago, le «Traghetto di Leonardo» un bateau qui est un type spécial de traversier qui tire son nom de son inventeur présumé, Leonardo da Vinci, et unit les jetées Imbersago et Villa d'Adda. Villa d'Adda est actuellement dans la province de Bergame), Calco,  Brivio, Airuno, Olginate, Garlate, Galbiate,Malgrate, Civate, Suello, Cesana Brianza, Pusiano,Eupilio,Canzo, Asso, Lasnigo, Sormano,  Magreglio,  Caglio, Rezzago, Caslino d'Erba, Castelmarte, Ponte Lambro, Erba, Albavilla, Albese con Cassano,  Montorfano, Tavernerio, Lipomo,  Capiago Intimiano, Senna Comasco, Casnate con Bernate, Grandate,  Montano Lucino, Cavallasca, Villa Guardia, Luisago, Fino Mornasco, Cucciago, Vertemate con Minoprio, Cantù,  Carimate,  Cermenate, Lentate sul Seveso, Lazzate, Misinto, Cogliate, Ceriano Laghetto, Solaro,Limbiate, Varedo, Paderno Dugnano,  Cinisello Balsamo, Cusano Milanino,Nova Milanese, Muggiò, Monza, Brugherio, Carugate,  Caponago, Basiano, Grezzago, Pozzo d'Adda, Trezzano Rosa, Cassano d'Adda, Vaprio d'Adda,Trezzo sull'Adda, Cornate d'Adda. 

### Dans la province de Monza et de la Brianza
Agrate Brianza, Aicurzio, Albiate, Arcore, Barlassina, Bellusco, Bernareggio, Besana in Brianza, Biassono, Bovisio-Masciago, Briosco, Brugherio, Burago di Molgora, Busnago, Camparada, Caponago, Carate Brianza, Carnate, Cavenago di Brianza, Ceriano Laghetto,Solaro, Cesano Maderno, Cogliate, Concorezzo, Cornate d'Adda, Correzzana, Desio, Giussano, Lazzate, Lentate sul Seveso, Lesmo, Limbiate, Lissone, Macherio, Meda, Mezzago, Misinto, Monza, Muggiò, Nova Milanese, Ornago, Renate, Roncello, Ronco Briantino, Seregno, Seveso, Sovico, Sulbiate, Triuggio, Usmate Velate, Varedo, Vedano al Lambro, Veduggio con Colzano, Verano Brianza, Villasanta, Vimercate.

### Dans la province  de Milan
Solaro et  Paderno Dugnano,   et les communes de la zone nommée ‘Trezzese’: (Basiano, Grezzago, Pozzo d'Adda, Trezzano Rosa, Trezzo sull'Adda, Vaprio d'Adda). Certains veulent inclure également :  Cinisello Balsamo, Cusano Milanino,Carugate, Cassano d'Adda.

### Dans la province de Lecco
Airuno, Annone di Brianza, Barzago, Barzanò, Bosisio Parini, Brivio, Bulciago, Calco, Casatenovo, Cassago Brianza, Castello di Brianza, Cernusco Lombardone, Cesana Brianza, Civate, Colle Brianza, Costa Masnaga, Cremella, Dolzago, Ello, Garbagnate Monastero, Imbersago, La Valletta Brianza,Lomagna, Merate, Missaglia, Molteno, Montevecchia, Monticello Brianza, Nibionno, Oggiono, Olgiate Molgora, Olginate, Osnago, Paderno d'Adda, Robbiate, Rogeno, Santa Maria Hoè, Sirone, Sirtori, Suello, Valgreghentino, Verderio ,Viganò.
On peut y inclure également : Galbiate et Garlate

### Dans la province de Côme
Albavilla, Albese con Cassano, Alserio, Alzate Brianza, Anzano del Parco, Arosio, Brenna, Cabiate, Cantù, Canzo, Carimate, Carugo, Caslino d'Erba, Castelmarte, Cermenate, Cucciago, Erba, Eupilio, Figino Serenza, Fino Mornasco, Inverigo, Lambrugo, Longone al Segrino,Luisago, Lurago d'Erba, Mariano Comense, Merone, Monguzzo, Montorfano, Novedrate, Orsenigo, Ponte Lambro, Proserpio, Pusiano, Vertemate con Minoprio.
On peut y inclure  également : Casnate con Bernate, Senna Comasco, Capiago Intimiano, Lipomo, Tavernerio.
Certains veulent  inclure également Asso, Sormano, Caglio, Rezzago, Lasnigo, Magreglio,  et aussi   Villa Guardia, Grandate, Montano Lucino, Cavallasca.

## Noms et dénominations
Pour la régionBrianza ;  un nom qui provient de Brigantia, Briantia, Briansa/Brianza.
Pour la populationBriantea, Brianteo, Briantee, Briantei, Briantina/o,Briantine/i,Brianzuola,Brianzuolo, Brianzuole,Brianzuoli; Brianzola, Brianzolo, Brianzole, Brianzoli sont les différents noms, en italien, pour les habitants de la Brianza ;
Pour l'identitéBriantitudine est un nom qui revendique l'identité de la Brianza et sa culture.

## Dialectes
- Les dialectes  du territoire sont le dialecte de Monza (en dialecte: munsciasch) et celui de Brianza (en italien : brianteo ou  dialetto brianzolo ; en dialecte: brianzoeu).

## Photographies

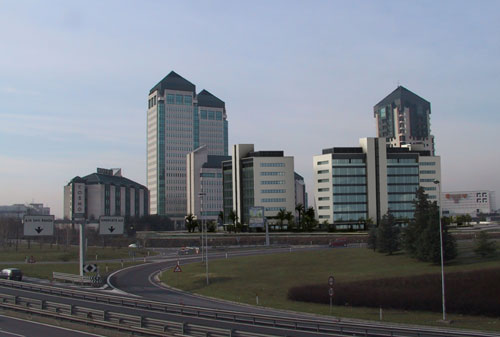
Vimercate
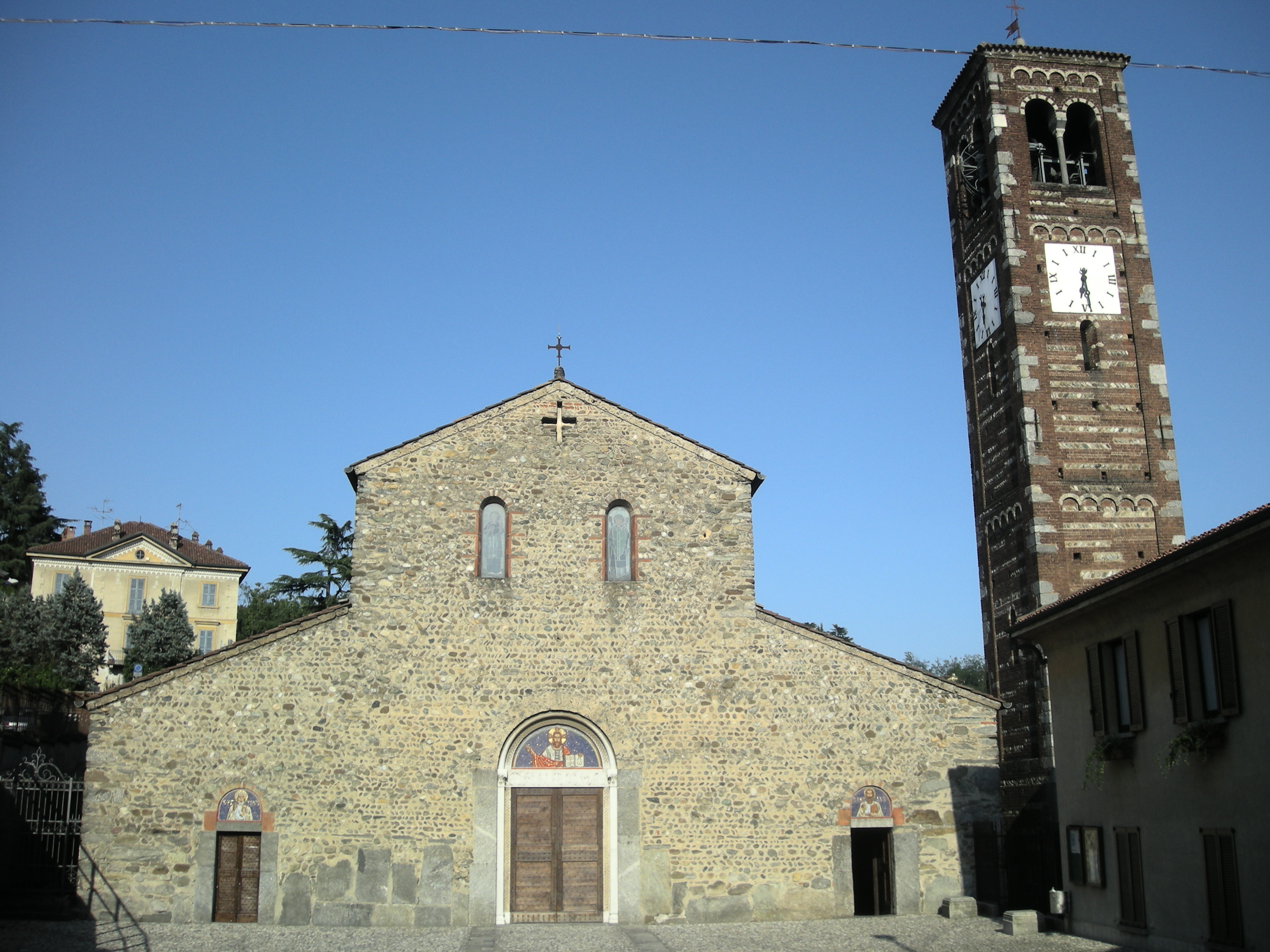
(Agliate, Carate Brianza)
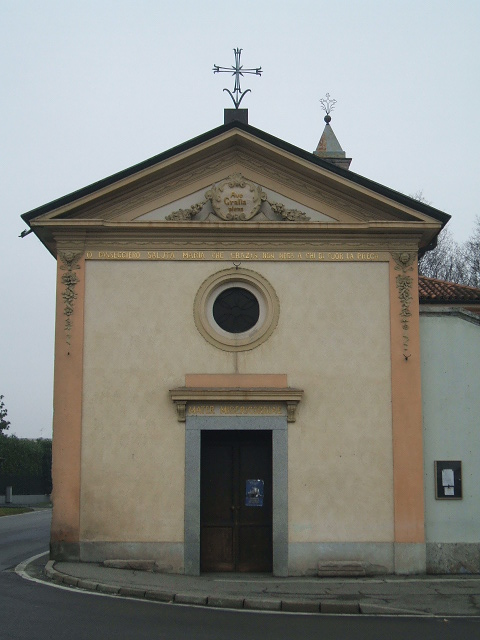
Vedano al Lambro
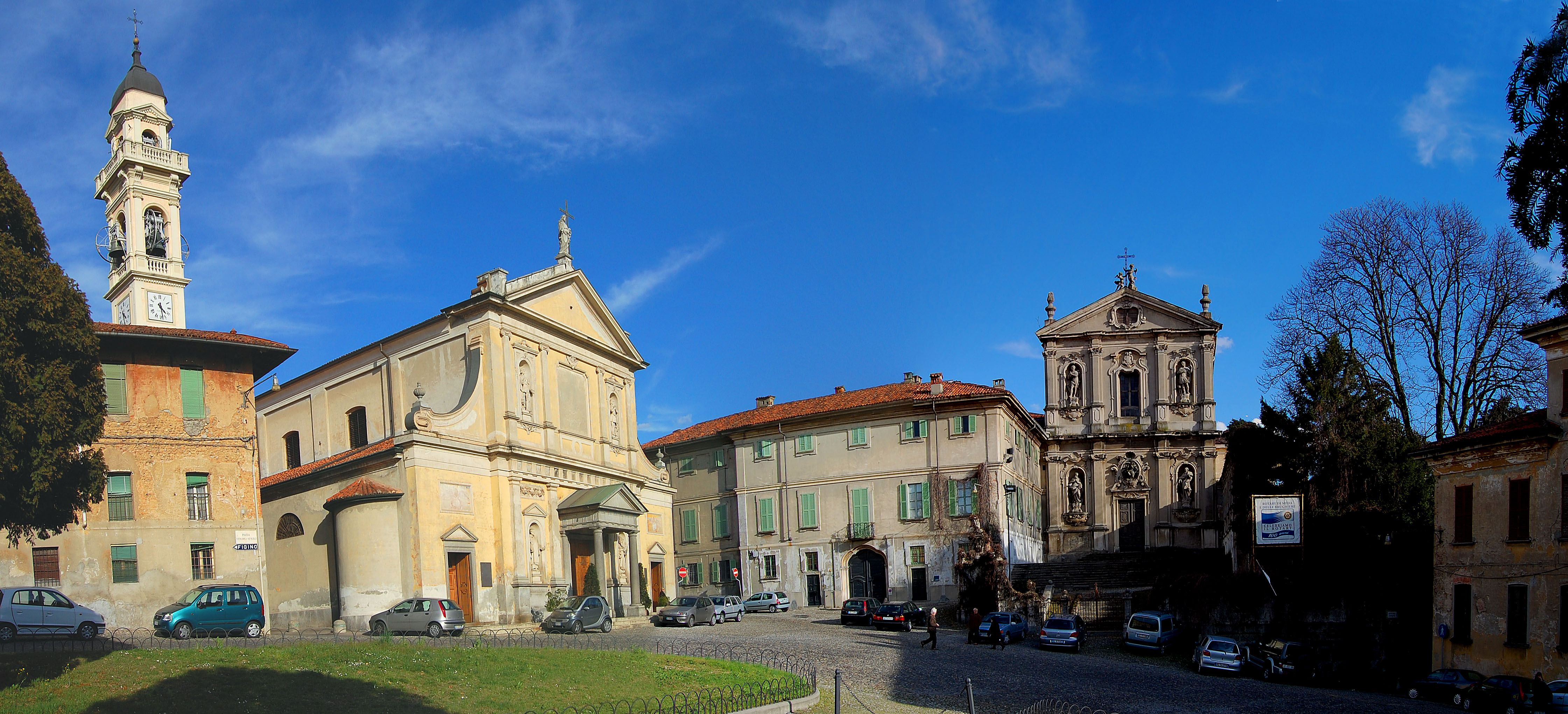
Meda
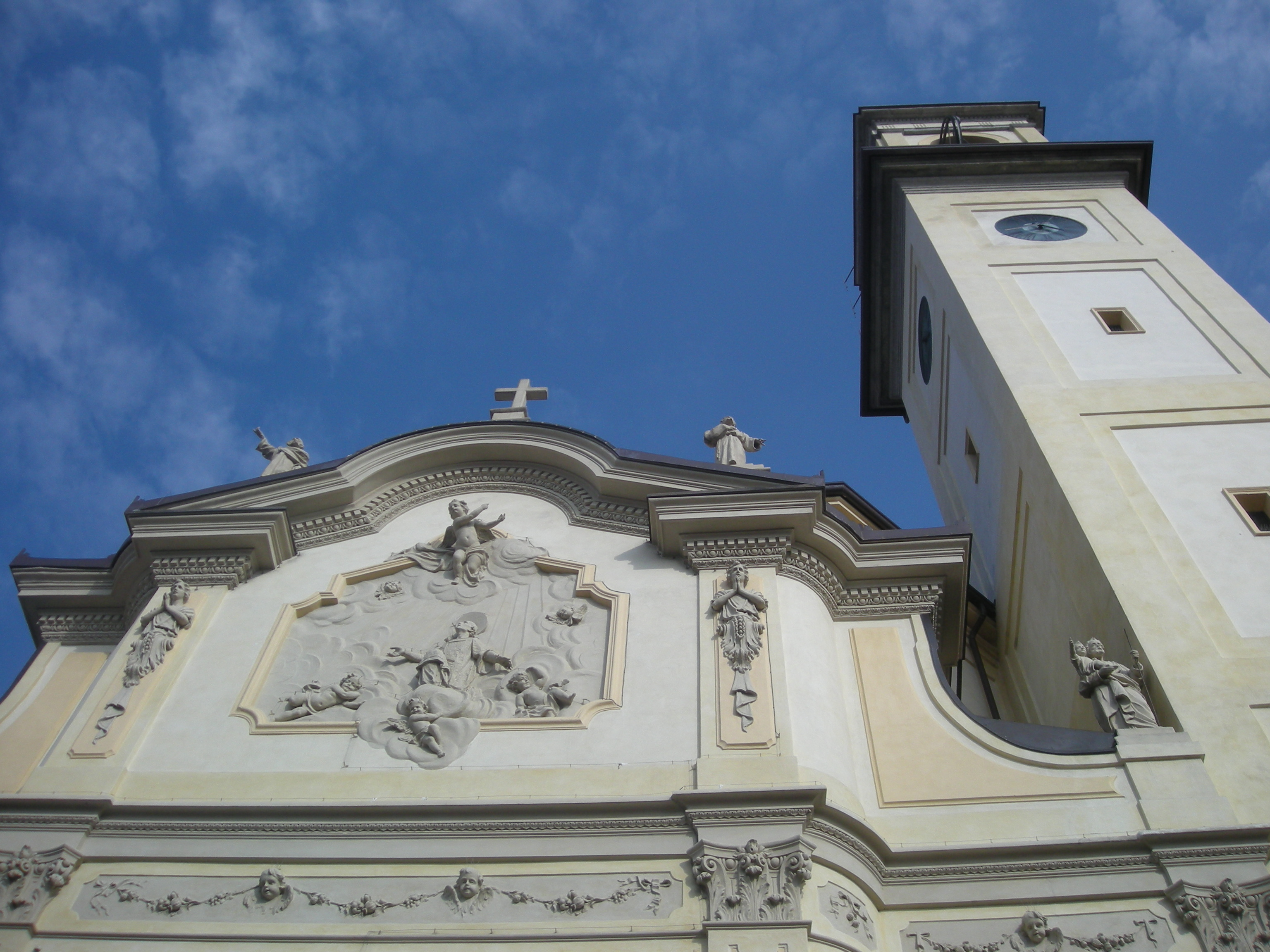
Lazzate
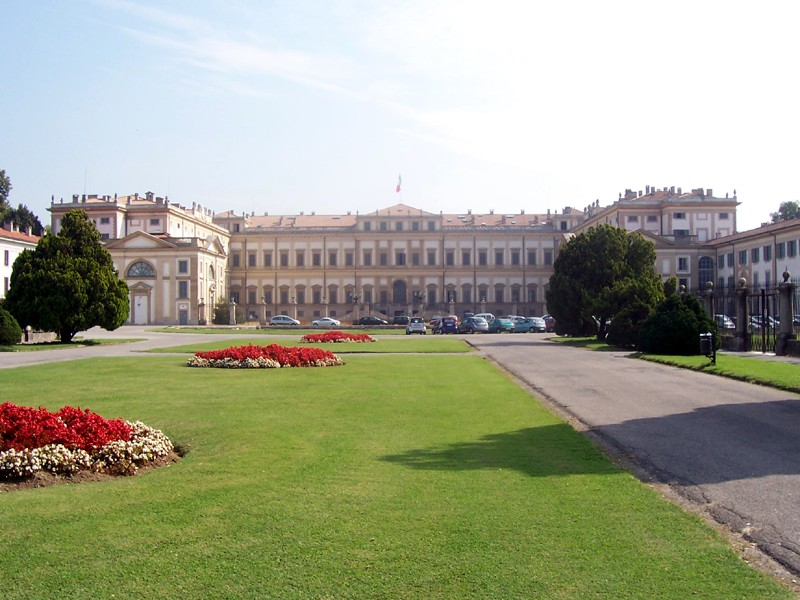
Monza
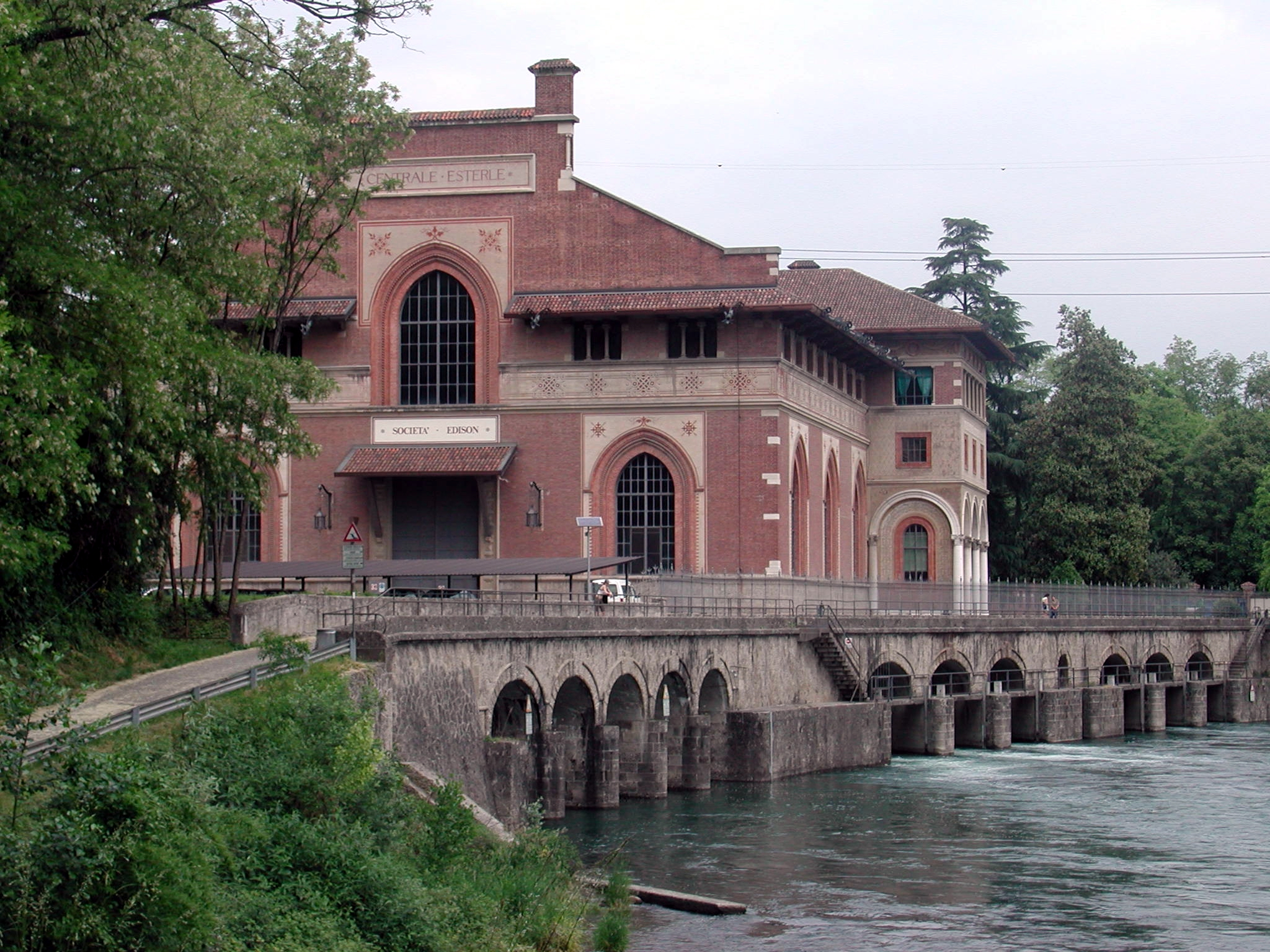
Cornate d'Adda
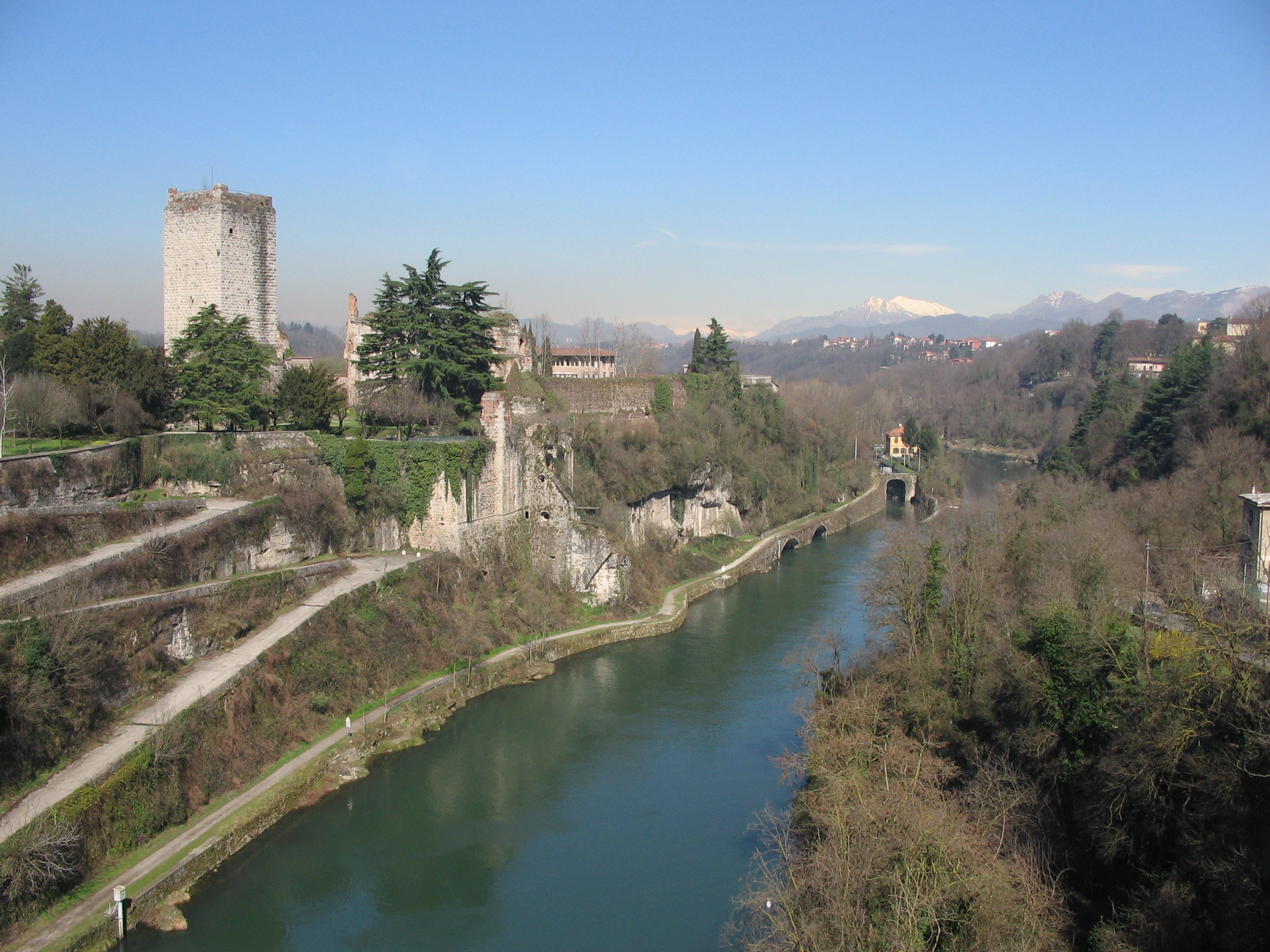
Trezzo sull'Adda
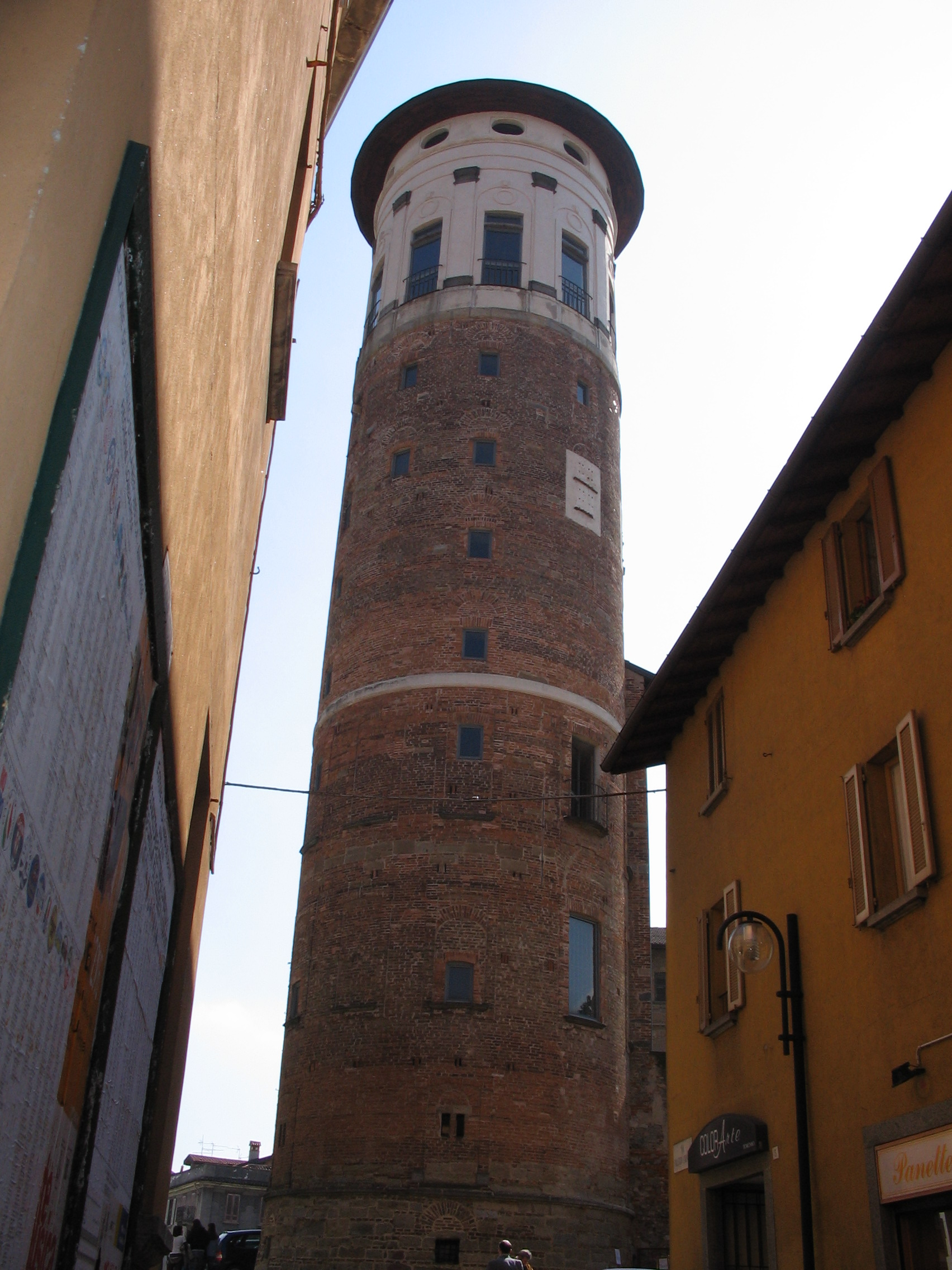
Merate
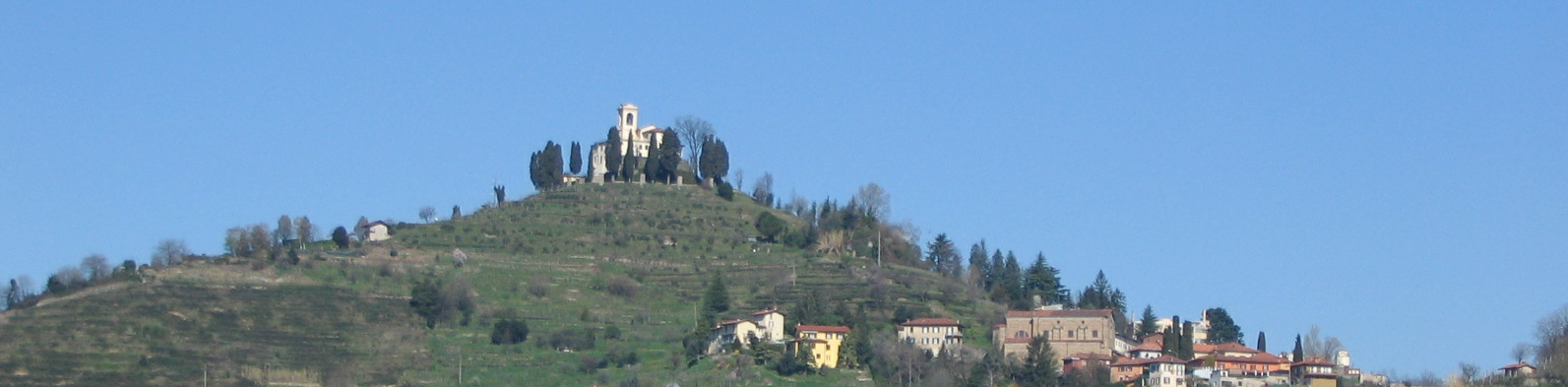
Montevecchia
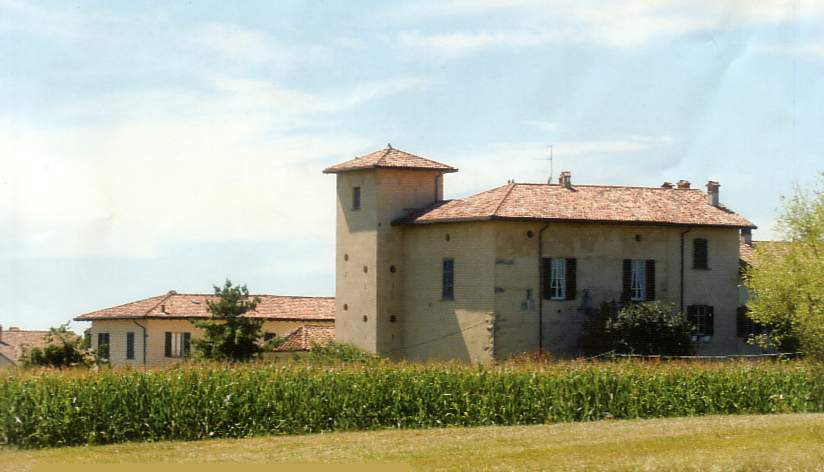
Casatenovo
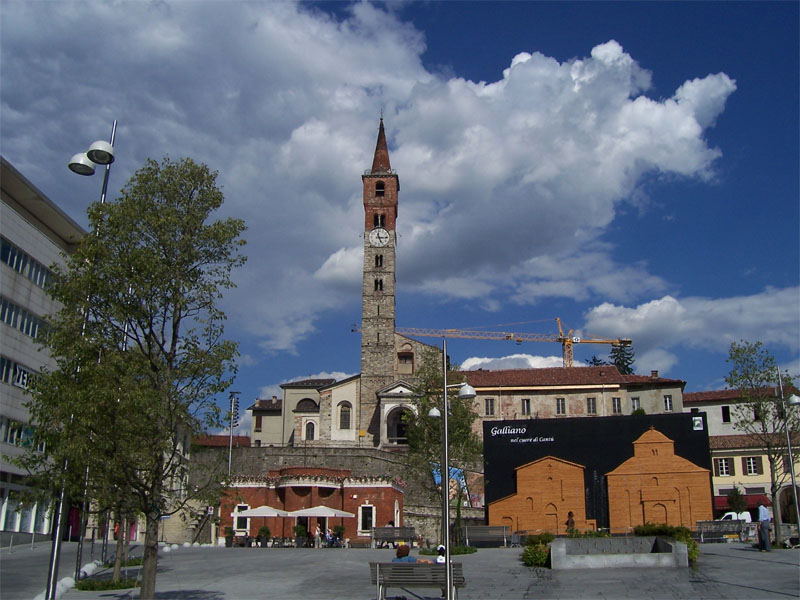
Cantù
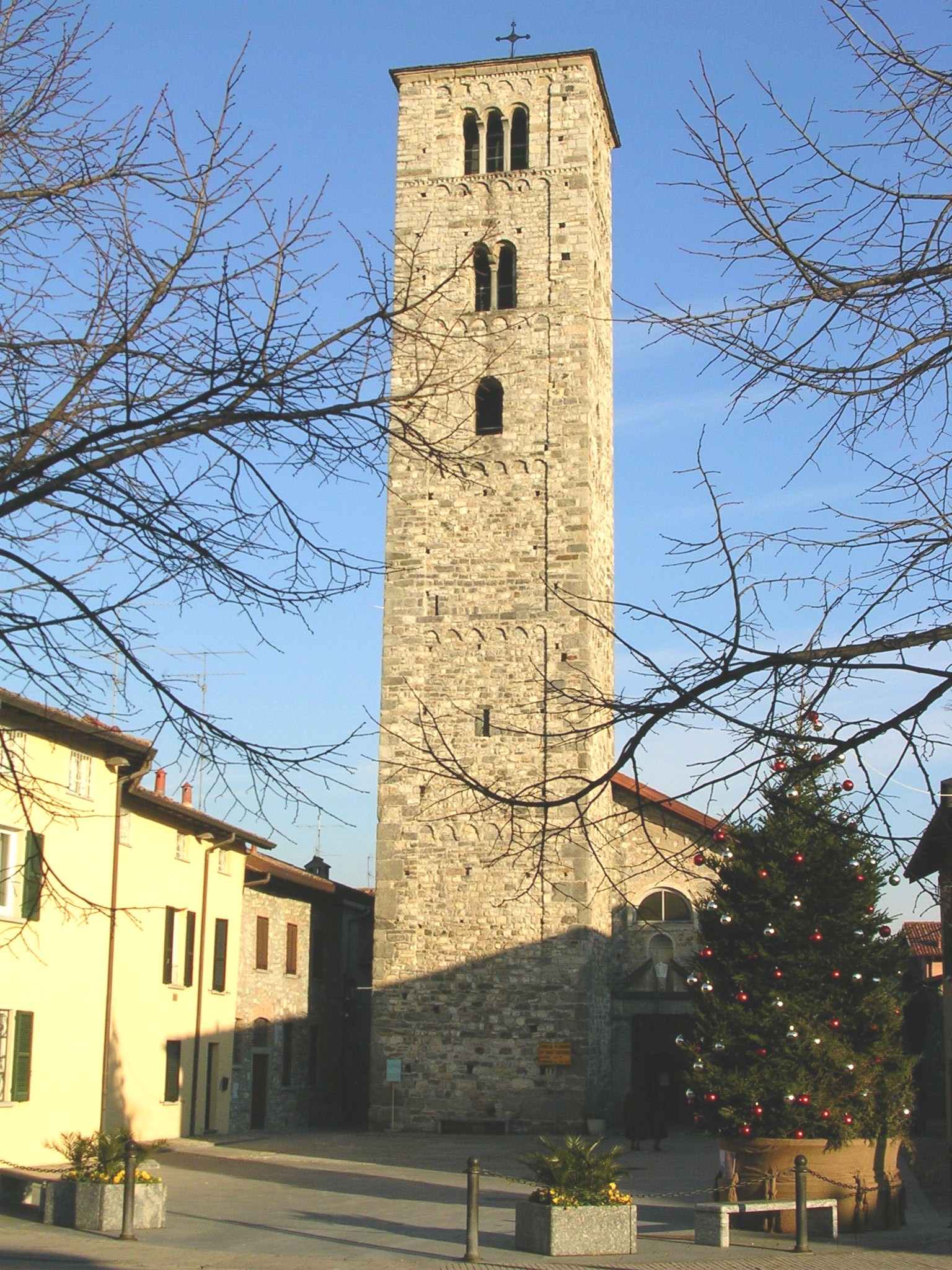
Erba
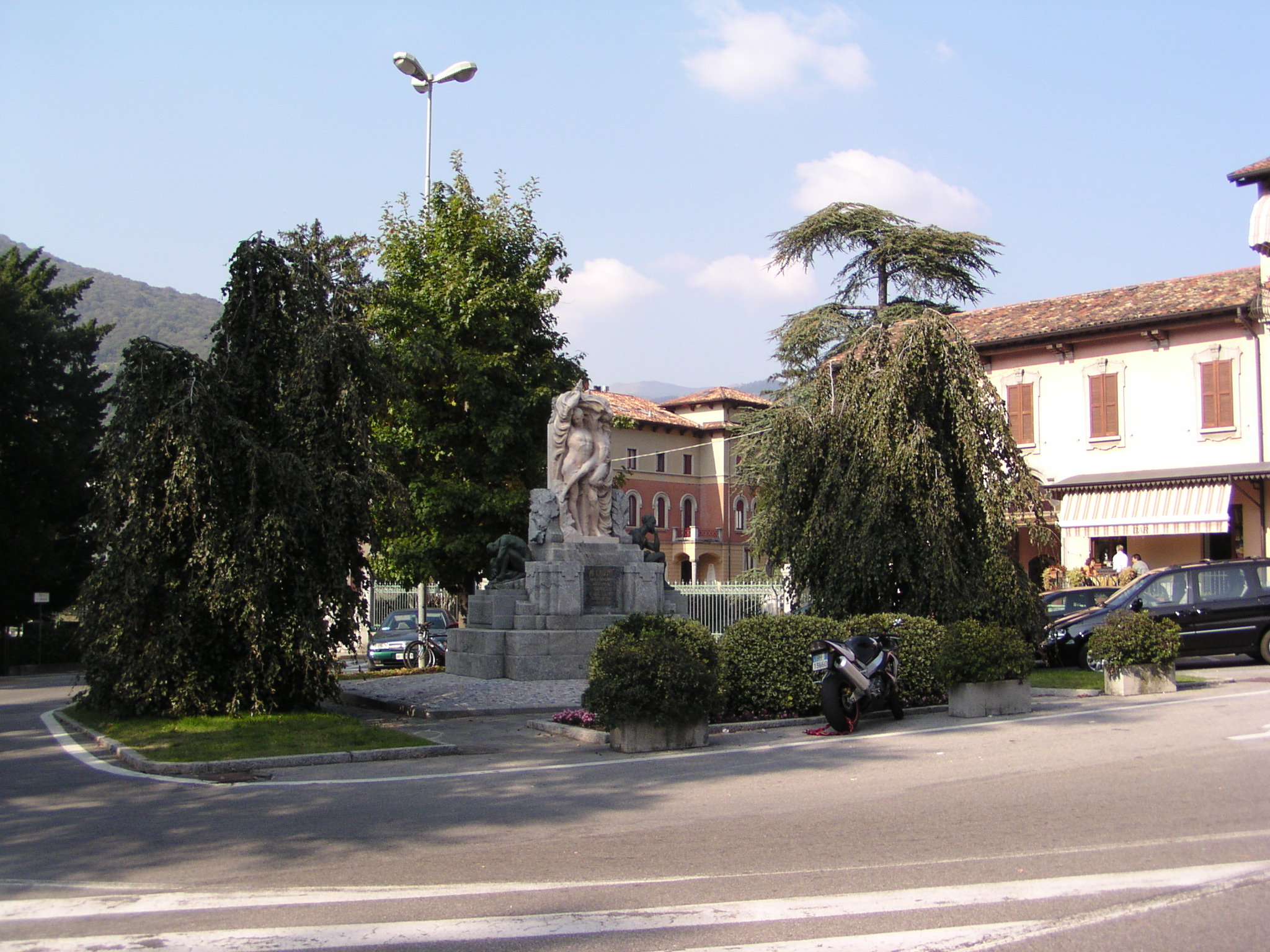
Canzo
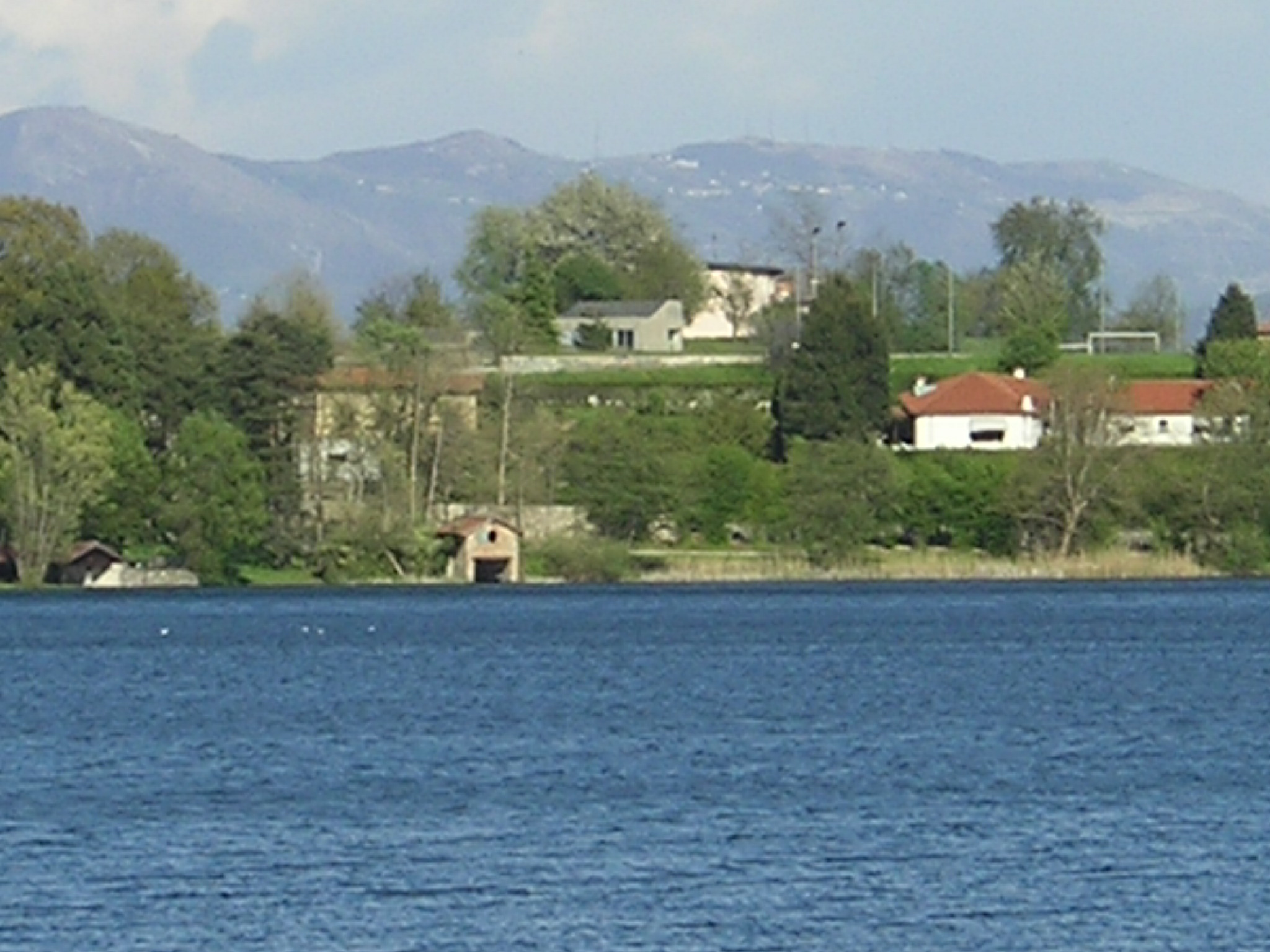
Montorfano
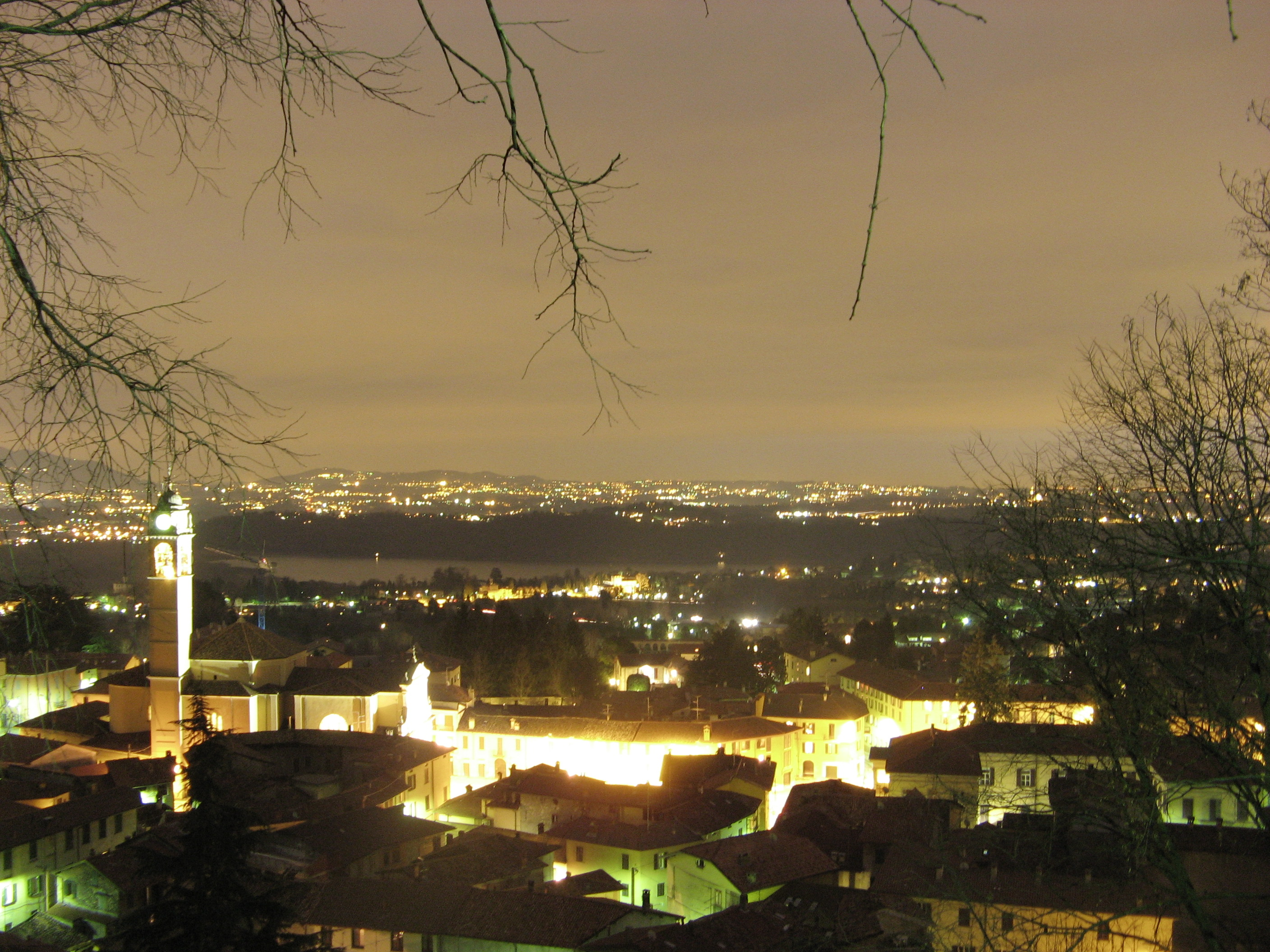
Albavilla
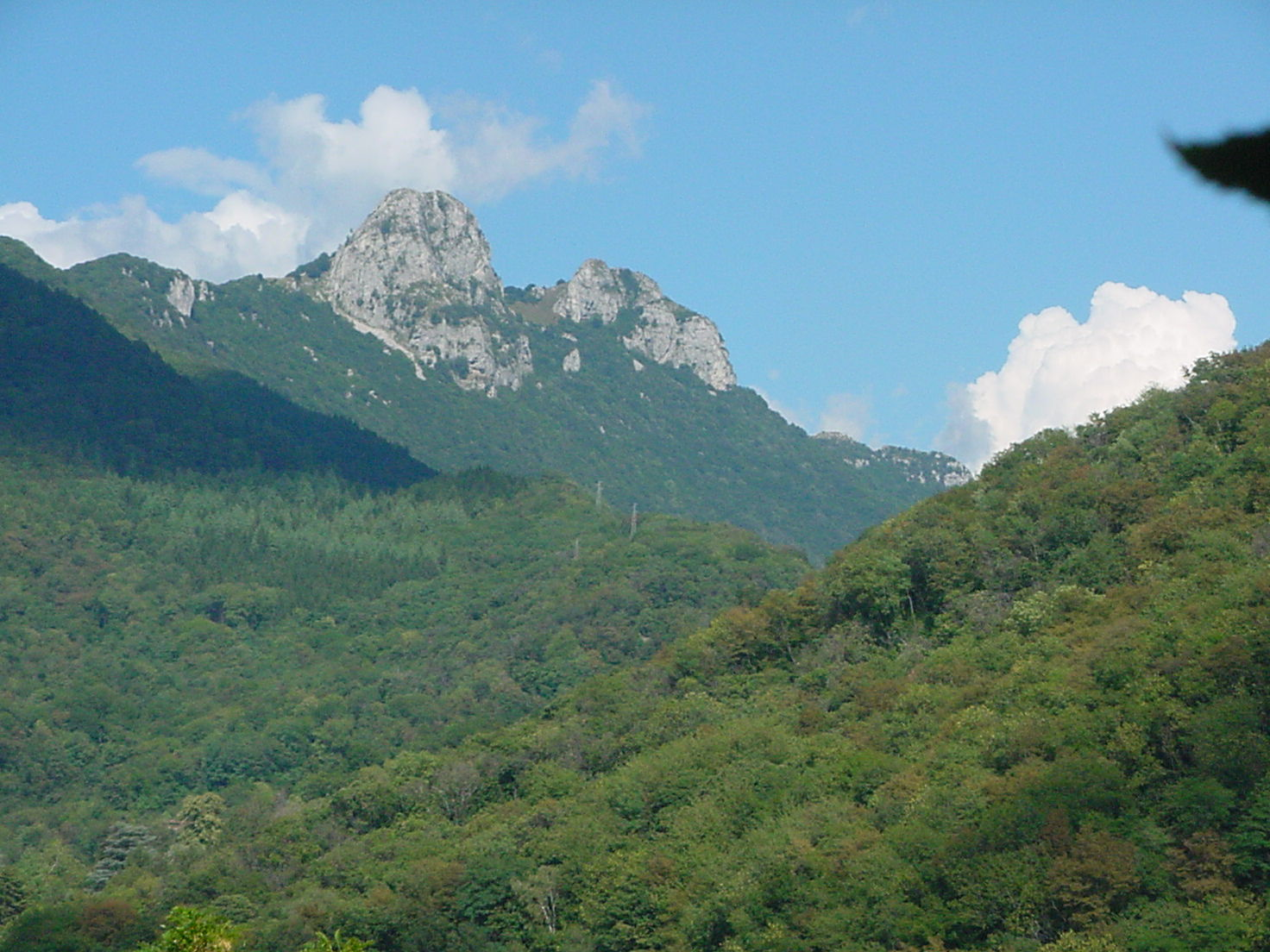
Vue panoramique des monts 'Corni di Canzo'.
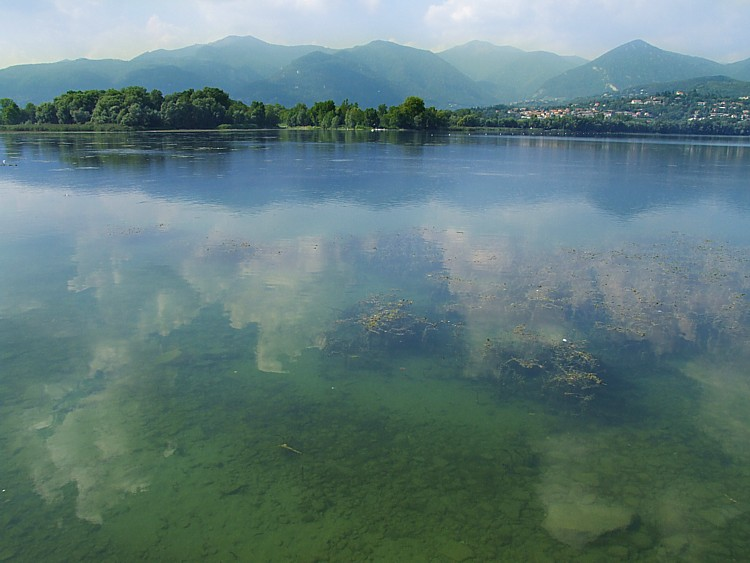
Lac de Pusiano : vue panoramique.
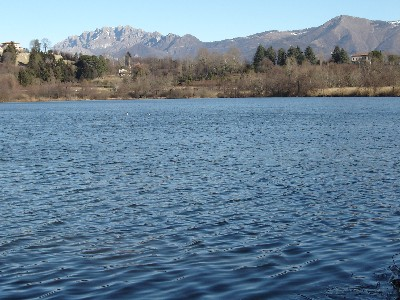
Lac de Sartirana : vue panoramique.
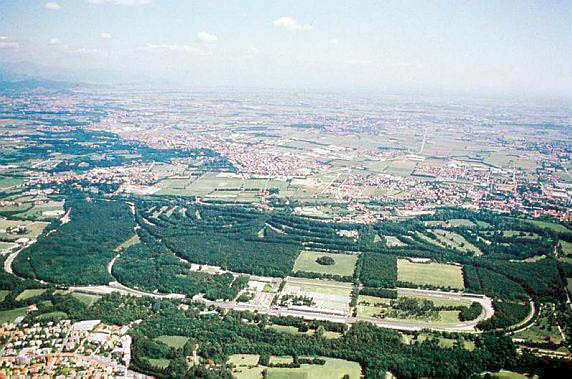
Vue aérienne de la basse Brianza, avec le Circuit de Grand Prix automobile d'Italie de Formule 1.
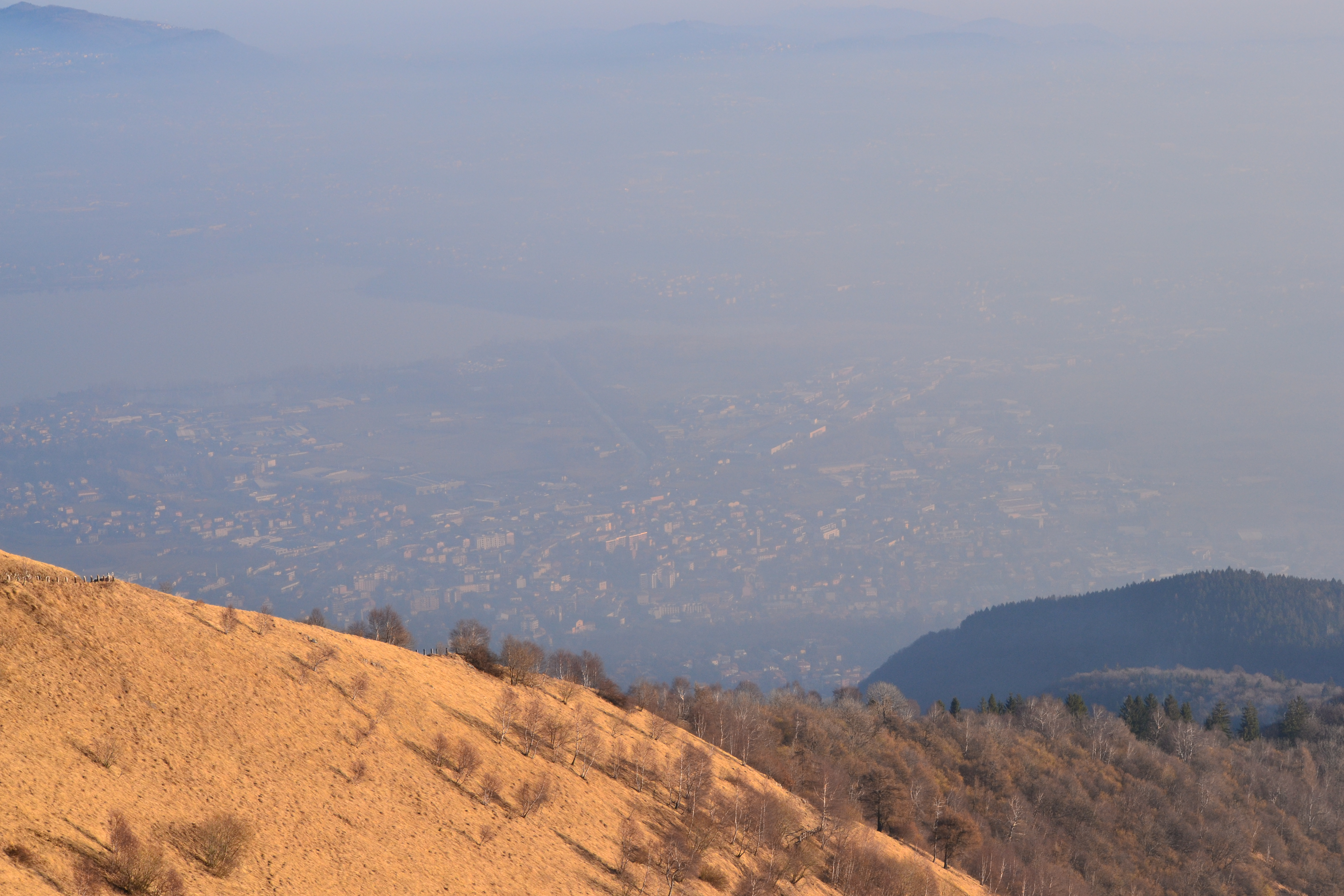
Monte Bolettone : vue panoramique sur l’haute’ Brianza.